# Bentornata Caterina (programma televisivo)
Bentornata Caterina è un programma televisivo italiano, andato in onda sul Programma Nazionale nel 1969, condotto da Caterina Valente.

## Descrizione
Dopo anni di assenza dai teleschermi italiani come conduttrice (era stata più volte ospite), Caterina Valente torna in RAI con un programma di tre puntate in uno studio televisivo in cui la scenografia ricorda un circo, in omaggio alle origini circensi della cantante, dove ospita di volta in volta personaggi dello spettacolo come Vittorio Gassman, Giuliano Gemma, Silvio Valente fratello della vedette, Sergio Mendes, Gino Cervi, Jacques Tati, Rudy Horn, il balletto folkloristico jugoslavo "Lado" e il gruppo di acrobati "gli Elvardos". 
Il programma, diretto da Vito Molinari, vedeva come autori Guido Castaldo, Giorgio Calabrese e Faele, con i costumi di Folco, coreografie di Gino Landi e orchestra diretta da Gianni Ferrio.
In concomitanza con la trasmissione la cantante ha pubblicato un album discografico con le canzoni proposte dal titolo Bentornata Caterina, distribuito dalla CBS Italiana.
Il programma è interamente disponibile su Raiplay.